# Velencei-tó és Dinnyési-Fertő
Velencei-tó és Dinnyési-Fertő este o arie protejată (arie de protecție specială avifaunistică — SPA) din Ungaria întinsă pe o suprafață de 2.176,34 ha, integral pe uscat.

## Localizare
Centrul sitului Velencei-tó és Dinnyési-Fertő este situat la coordonatele 47°10′19″N 18°33′12″E / 47.1719°N 18.5533°E.

## Înființare
Situl Velencei-tó és Dinnyési-Fertő a fost declarat arie de protecție specială avifaunistică în mai 2004 pentru a proteja 39 de specii de animale.

## Biodiversitate
Situată în ecoregiunea panonică, aria protejată nu include niciun habitat protejat.
La baza desemnării sitului se află mai multe specii protejate de  păsări (39): privighetoare-de-baltă (Acrocephalus melanopogon), pescăruș albastru (Alcedo atthis), rață lingurar (Anas clypeata), rață pitică (Anas crecca), rață mare (Anas platyrhynchos), rață cârâitoare (Anas querquedula), rață pestriță (Anas strepera), gârliță mare (Anser albifrons), gâscă cenușie (Anser anser), gârliță mică (Anser erythropus), gâscă de semănătură (Anser fabalis), stârc roșu (Ardea purpurea), stârc galben (Ardeola ralloides), rața moțată (Aythya fuligula), rață roșie (Aythya nyroca), gâsca cu piept roșu (Branta ruficollis), chirighiță-cu-obraz-alb (Chlidonias hybridus), erete de stuf (Circus aeruginosus), erete vânăt (Circus cyaneus), egretă albă (Egretta alba), egretă mică (Egretta garzetta), codalb (Haliaeetus albicilla), piciorong (Himantopus himantopus), stârc pitic (Ixobrychus minutus), sfrâncioc roșiatic (Lanius collurio), sfrânciocul cu frunte neagră (Lanius minor), gușă albastră (Luscinia svecica), ferestraș mic (Mergus albellus), culic mare (Numenius arquata), stârc de noapte (Nycticorax nycticorax), pițigoi de stuf (Panurus biarmicus), bătăuș (Philomachus pugnax), lopătar (Platalea leucorodia), cristei de baltă (Rallus aquaticus), ciocântors (Recurvirostra avosetta), pițigoi-pungar (Remiz pendulinus), chiră de baltă (Sterna hirundo), corcodel mic (Tachybaptus ruficollis), fluierar de mlaștină (Tringa glareola).
Pe lângă speciile protejate, pe teritoriul sitului au mai fost identificate 11 specii de plante, 9 specii de păsări, 8 specii de amfibieni, 1 specie de mamifere, 1 specie de nevertebrate, 4 specii de reptile.